# Nevada, Iowa
Nevada (pronunție AFI,  |n|ə|ˈ|v|eɪ|d|ə ) este o localitate, o municipalitate, un oraș și sediul comitatului Story, statul Iowa, Statele Unite ale Americii. GR6
Conform datelor furnizate de United States Census Bureau, populația localității fusese de 6.798 locuitori la data recensământului din anul 2010, în ușoară creștere da la 6.658 de locuitori, care fuseseră înregistrați anterior cu zece ani, Census 2000.
Nevada este parte zonei metropolitane Ames, Iowa Metropolitan Statistical Area, care la rândul său este parte a mai largei Ames - Boone Combined Statistical Area. La doar 13 km (sau opt mile) la vest de Nevada, se găsesc Ames și Iowa State University, care prezintă o acumulare mai largă de populație.
Cu toate acestea, Nevada este sediul de județ cu toate birourile Story County situate aici. Numele orașului este pronunțat diferit față de statul cu același nume.

## Istoric

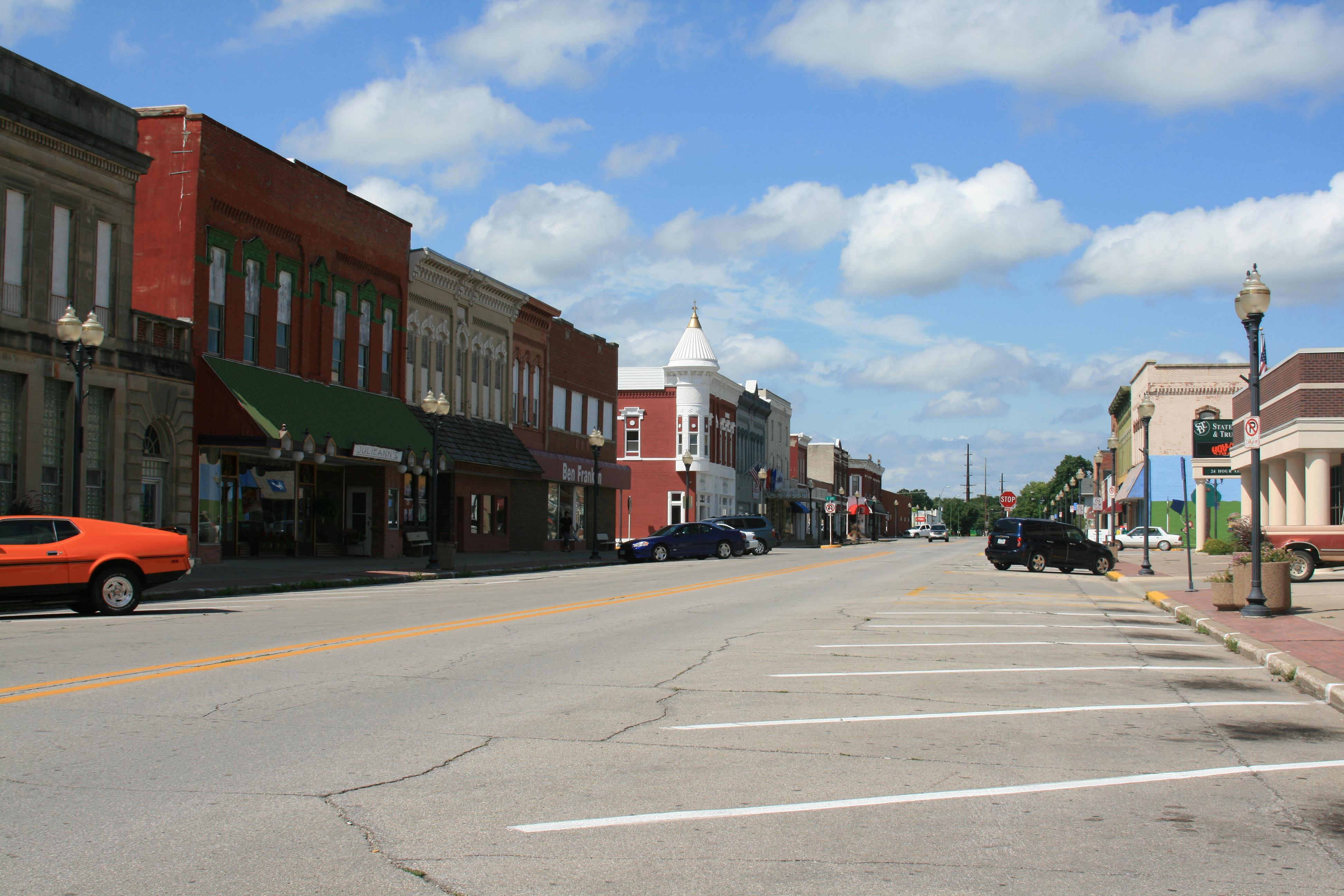
Nevada

Orașul a fost fondat pe 12 octombrie 1853 de către Johnson Edgar din județul Jasper, prin numirea legiuitorului din Iowa pentru a găsi scaunul județean al județului Story. Numele său, "Nevada", a fost propus de Joseph Thrift după munții Sierra Nevada. Orașul a fost numit un deceniu înainte ca statul să fi primit un nume similar.Orașul a fost inițial chestionat la 49 de blocuri într-un pătrat. Platoul de 7 cu 7 blocuri avea șase străzi est-vest și șase străzi nord-sud. Strazile est-vest au fost numite:
- Sixth Street (cea mai nordică stradă)
- Fifth Street
- Fourth Street
- Third Street
- Second Street
- First Street (cea mai sudică stradă).

Iar străzile nord-suduciefost numite:
- Sycamore Street (cea mai vestică stradă)
- Walnut Street
- Chestnut Street
- Main Street
- Lynn Street
- Oak Street (cea mai estică stradă)

Numerele originale ale străzilor:
| 7  | 6  | 5  | 4  | 3  | 2  | 1  |
| 8  | 9  | 10 | 11 | 12 | 13 | 14 |
| 21 | 20 | 19 | 18 | 17 | 16 | 15 |
| 22 | 23 | 24 | 25 | 26 | 27 | 28 |
| 35 | 34 | 33 | 32 | 31 | 30 | 29 |
| 36 | 37 | 38 | 39 | 40 | 41 | 42 |
| 49 | 48 | 47 | 46 | 45 | 44 | 44 |

## Geografie
Coordonatele longitudinale și latitudine ale lui Nevada în format zecimal sunt 42.019152, -93.451775. GR1
Potrivit Biroului de recensământ al Statelor Unite, orașul are o suprafață totală de 10,9 kilometri pătrați, din care 4,8 km2 este teren și 0,24% apă.